# 61 Ophiuchi
61 Ophiuchi är en vit underjätte i stjärnbilden Ormbäraren.
61 Ophiuchi har visuell magnitud +6,18 och är svagt synlig för blotta ögat vid god seeing. Den befinner sig på ett avstånd av ungefär 275 ljusår.